# Frank River
Der Frank River ist ein Fluss in der Region Kimberley im Nordosten des australischen Bundesstaates Western Australia.

## Geografie
Der Fluss entspringt bei Osmond Valley an den Nordwesthängen der Bungle Bungle Range an der Nordwestecke des Purnululu-Nationalparks und fließt nach Süden entlang der Nationalparkgrenze durch vollkommen unbesiedeltes Gebiet. Dort trifft er auf den Ord River, in den er mündet.